# Сарате, Агустин де
Агусти́н де Са́рате (исп. Agustín de Zárate; 1514, Вальядолид — 1560) — испанский историк и хронист. Одним из первых составил описание завоевания Империи Инков и гражданских войн испанцев в Перу.

## Биография

### Семья Сарате
Агустина де Сарате являлся дядей (через сестру Херониму Диас де Сарате (Jerónima Díaz de Zárate)) историка и юриста Поло де Ондегардо.

### В Америке
На протяжении 15 лет Сарате являлся счетоводом Совета Кастилии и в 1543 году был назначен счетоводом в вице-королевстве Перу и Тьерра-Фирме (Панама).
Участвовал в экспедиции первого вице-короля Бласко Нуньеса де Вела в 1544 году. Им он был назначен в Аудиенции Лимы на должность ведущего дела у энкомендеро, находившихся под началом как Гонсало Писарро, так и вице-короля. За совершение переговоров его арестовал Гонсало Писарро.

### Возвращение в Испанию
В 1545 году он вернулся в Испанию, где был обвинён в предательстве. При дворе и по поручению принца, будущего Филиппа II, он написал историю открытия Перу, повествовавшую как о испанской конкисте, так и о событиях до неё, хронологически ограниченная смертью Гонсало Писарро.

## Произведения
Книга Historia del descubrimiento y conquista del Perú, была издана в 1555 в Антверпене, где находился в правительстве Нидерландов, должность, которую ему предоставил Карл V, в качестве награды за хорошую службу в Америке.
- «История открытия и завоевания Перу» (отрывки)

Книга была переиздана в Венеции в 1563 году и в Севилье в 1577 году. Также она была переведена на французский, немецкий, английский и итальянский языки. Значение произведения Сарате основывается прежде всего на сведениях автора как очевидца описываемых событий.